# Оно (саундтрек)
«Оно́» (оригинальный саундтрек) — саундтрек-альбом к фильму «Оно» (2017). Музыка была написана английским композитором Бенджамином Уоллфишем. Для создания альбома Уоллфиш использовал несколько произведений кинокомпозиторов, в частности, Джона Уильямса и Алана Сильвестри, а также оркестровую музыку, чтобы отразить эпоху 1980-х годов. Предварительный просмотр списка песен был выпущен лейблом WaterTower Music 25 августа 2017 года, а альбом саундтреков, состоящий из 38 треков, был выпущен в цифровом формате 1 сентября того же года. 27 октября был выпущен ограниченный тираж двойного LP, который состоял из 18 треков в альбоме и оставшихся 29 треков, выпущенных отдельно. Альбом саундтреков получил положительные отзывы критиков, похваливших Уоллфиша за оркестровый подход к созданию саундтрека.

## Разработка
23 марта 2017 года режиссёр фильма «Оно» (2017) Энди Мускетти объявил, что Бенджамин Уоллфиш напишет музыку к фильму. Уоллфиш заявил, что с детства восхищался произведениями Стивена Кинга, и съёмочная группа отправила ему несколько предложений относительно подхода к созданию музыки к фильму. Уоллфиш заявил, что композиции Джерри Голдсмита, Джона Уильямса, Алана Сильвестри и Дейва Грусина для таких фильмов, как «Полтергейст» (1982), «Инопланетянин» (1982), «Назад в будущее» (1985) и «Балбесы» (1985), в значительной степени повлияли на музыку фильма «Оно», так как он был увлечён этим «большим тематическим стилем музыки», хотя в то же время хотел выйти за рамки идеи, что это будет чисто оркестровая и авантюрная музыка 1980-х годов.

«Концепция заключалась в том, чтобы отдать дань уважения очень смелым, симфоническим, тематическим, оркестровым композициям классических приключенческих фильмов 80-х годов, но в то же время изобрести их заново. Потому что фильм — это действительно видение, своего рода переосмысление всех концепций переноса истории на экран. В отличие от мини-сериала, книга является абсолютно главной точкой зрения. Мы не обновляем мини-сериал, мы просто хотим быть верными книге».— Бенджамин Уоллфиш о саундтреке «Оно».
Уоллфиш написал большинство композиций после просмотра окончательного монтажа отснятого материала фильма. Он считал, что «в этом фильме гораздо больше, чем просто моменты ужасов», и его основной задачей было «сделать так, чтобы история этой группы детей, собравшихся вместе, чтобы победить что-то настолько злобное, была на первом месте в музыке, а моменты ужасов вписывались в общий подход». На вопрос о сходстве фильма с сериалом «Очень странные дела», где композиторский дуэт Кайла Диксона и Майкла Стейна создал синтезаторную музыку с влиянием 80-х, Уоллфиш ответил, что они использовали не синтезаторную музыку, а оркестровую, чтобы отдать дань уважения 80-м.
По словам Уоллфиша, ему пришлось разработать тему для Пеннивайза, что включало поиск и создание музыки, которая могла бы заразить все остальные мелодии, поскольку в фильме есть несколько тем, но тема Пеннивайза — это очень тихая и шепчущая детская мелодия с использованием очень высоких струн. Уоллфиш рассказал о второй теме Пеннивайза, вдохновлённой образом Скарсгарда, в которой он использовал старую детскую песню «Oranges and Lemons» (с англ. — «Апельсины и лимоны»), которая всегда тревожила его в детстве: «Мы знали, что нам нужна какая-то детская песенка, чтобы обозначить странный и безумный внутренний монолог Пеннивайза. Я также очень тонко использую определённые мелодические фрагменты из неё в других темах, например, в фортепианной музыке, которая открывает и закрывает фильм». Первая тема Пеннивайза была вдохновлена мелодией, сочинённой в середине 1600 года.
Уоллфиш вернулся к созданию музыки для второй части фильма под названием «Оно 2» (2019), и большинство композиций было написано к началу 2019 года. Для продолжения он потребовал больший состав оркестра и хора, поскольку музыка опирается на темы из саундтрека первого фильма с «большим размахом и амбициями», а новые темы были созданы, чтобы отразить масштаб фильма и развитие персонажей спустя 27 лет.

## Трек-лист
Вся музыка написана композитором Бенджамином Уоллфишем.
| №                   | Название                         | Длительность |
| ------------------- | -------------------------------- | ------------ |
| 1.                  | «Every 27 Years»                 | 2:36         |
| 2.                  | «Paper Boat»                     | 1:55         |
| 3.                  | «Georgie, Meet Pennywise»        | 3:38         |
| 4.                  | «Derry»                          | 2:25         |
| 5.                  | «River Chase»                    | 2:09         |
| 6.                  | «Egg Boy»                        | 2:44         |
| 7.                  | «Beverly»                        | 1:20         |
| 8.                  | «Come Join the Clowns, Eds»      | 1:20         |
| 9.                  | «You'll Float Too»               | 3:20         |
| 10.                 | «Shape Shifter»                  | 1:42         |
| 11.                 | «Hockstetter Attack»             | 2:15         |
| 12.                 | «Haircut»                        | 4:15         |
| 13.                 | «Derry History»                  | 2:48         |
| 14.                 | «January Embers»                 | 1:05         |
| 15.                 | «Saving Mike»                    | 1:15         |
| 16.                 | «This Is Not a Dream»            | 2:08         |
| 17.                 | «Slideshow»                      | 2:00         |
| 18.                 | «Georgie's Theme»                | 1:42         |
| 19.                 | «He Didn't Stutter Once»         | 1:33         |
| 20.                 | «29 Neibolt St.»                 | 4:17         |
| 21.                 | «Time to Float»                  | 3:04         |
| 22.                 | «It's What It Wants»             | 1:19         |
| 23.                 | «You'll Die If You Try»          | 4:38         |
| 24.                 | «Return to Neibolt»              | 2:31         |
| 25.                 | «Into the Well»                  | 2:05         |
| 26.                 | «Pennywise's Tower»              | 1:48         |
| 27.                 | «Deadlights»                     | 2:04         |
| 28.                 | «Searching for Stanley»          | 2:28         |
| 29.                 | «Saving Beverly»                 | 3:36         |
| 30.                 | «Georgie Found»                  | 1:53         |
| 31.                 | «Transformation»                 | 0:58         |
| 32.                 | «Feed on Your Fear»              | 2:34         |
| 33.                 | «Welcome to the Losers Club»     | 3:05         |
| 34.                 | «Yellow Raincoat»                | 1:43         |
| 35.                 | «Blood Oath»                     | 3:11         |
| 36.                 | «Kiss»                           | 0:54         |
| 37.                 | «Every 27 Years (Reprise)»       | 2:07         |
| 38.                 | «Epilogue – The Pennywise Dance» | 0:36         |
| Общая длительность: | Общая длительность:              | 1:27:00      |

## Отзывы
Камерон Уильямс, написавший для Junkee Media, сказал: «В саундтреке для „Оно“ мало хитов, но он глубоко проникает в сюжет. Каждая песня имеет вес в каждой сцене […] Музыка подчёркивает контроль фильма над 80-ми: „Оно“ никогда не позволяет обстановке определять фильм, что не даёт ему погрязнуть в сентиментальности. И в этом заключается его сдержанный гений». Пол Тейлор из Lemon Wire сказал: «В саундтреке к „Оно: Глава первая“ есть всё, что только можно пожелать от фильма ужасов. Это идеальное сопровождение для всех прыжков, нарастающего чувства ужаса и кульминационной финальной схватки. Более того, музыка Бенджамина Уоллфиша умудряется вписать все маленькие человеческие элементы, облегчая нам связь с персонажами. Это один из тех замечательных саундтреков, которые некоторые могут не заметить, но не стоит на нём зацикливаться». Критик Бернхард Эйч Хейдкамп назвал его «одним из лучших саундтреков года». За создание альбома саундтреков Уоллфиш был номинирован на премию «Композитор года» Международной ассоциацией музыкальных кинокритиков.

## Чарты
| Чарт (2019)                      | Высшая позиция |
| -------------------------------- | -------------- |
| UK Soundtrack Albums (OCC)       | 28             |
| US Soundtrack Albums (Billboard) | 40             |

## История релиза
| Регион         | Дата             | Формат(ы)                    | Код(ы) каталога | Прим.         |
| -------------- | ---------------- | ---------------------------- | --------------- | ------------- |
| Весь мир       | 1 сентября 2017  | Цифровое скачивание стриминг | N/A             | [ 18 ] [ 19 ] |
| Европа         | 27 сентября 2017 | CD                           | WTM39949        | [ 20 ]        |
| Япония         | 3 ноября 2017    | CD                           | RBCP-3226       | [ 21 ]        |
| США            | 25 сентября 2017 | CD                           | WTM39926        | [ 20 ]        |
| США            | 27 октября 2017  | Винил                        | WTM39927        | [ 22 ]        |
| США            | 27 октября 2017  | Винил                        | WTM39952-ST01   | [ 22 ]        |
| США            | 17 ноября 2017   | LP                           | WTM39948-ST01   | [ 22 ]        |
| Великобритания | 17 ноября 2017   | LP                           | WTM39950-ST01   | [ 22 ]        |

## Комментарии
1. ↑  Выпущено под названием «Оно: Музыка к фильму».